# Serhij Tretjak
Serhij Valeriyovyč Tretjak (in ucraino Сергі́й Вале́рійович Третя́к?; nome di battaglia "Буржуй", "Borghese"; Bilopillja, 20 giugno 1992) è un militare ucraino, partecipante all'invasione russa dell'Ucraina del 2022.

## Biografia
Nel 2009, dopo essersi diplomato presso la scuola n.1 di Bilopillja, è entrato all'Accademia delle forze terrestri "Atamano Petro Sahajdačnyj" di Leopoli, laureandosi nel 2013 con la specializzazione di "gestione delle operazioni delle truppe meccanizzate". Successivamente ha prestato servizio nella 24ª Brigata meccanizzata "Re Danilo". L'8 marzo 2014 il plotone meccanizzato al comando di Tretjak di stanza a Pryluky è stato inizialmente dispiegato a Romny e successivamente inviato nella regione di Luhans'k. A partire da maggio ha preso parte alla liberazione di Sivers'k, Mar"ïnka e Popasna nell'ambito della guerra del Donbass. Nel corso degli anni di servizio ha raggiunto il ruolo di comandante di battaglione nel 2018, prima di congedarsi nel 2019 con il grado di capitano.
Con lo scoppio dell'invasione russa dell'Ucraina il 24 febbraio 2022 è tornato in servizio, venendo nominato comandante del 10º Battaglione fucilieri. Nel dicembre 2022 è diventato vice comandante della 10ª Brigata d'assalto da montagna "Edelweiss", e successivamente capo di stato maggiore della stessa unità. Nel luglio 2024 ha assunto la carica di comandante della 68ª Brigata cacciatori "Oleksa Dovbuš".